# Tropidophorus misaminius
Tropidophorus micropus — вид сцинкоподібних ящірок родини сцинкових (Scincidae). Ендемік Філіппін.

## Поширення і екологія
Tropidophorus micropus мешкають на острові Мінданао, зокрема на півострові Замбоанга, в районі озера Ланао та в районі гори Буса, а також на сусідніх островах Басілан і Каміґуїн. Вони живуть у вологих тропічних лісах, серед каміння і гнилої деревини, а також на кам'янистих берегах струмків. Зустрічаються на висоті від 350 до 1500 м над рівнем моря.